# شوما ميزوناغا
شوما ميزوناغا (باليابانية: 水永 翔馬) (22 مايو 1985 في اليابان – )؛ هو لاعب كرة قدم ياباني سابق كان يلعب كمهاجم.

## وصلات خارجية
- شوما ميزوناغا على موقع رابطة كرة القدم اليابانية للمحترفين (اليابانية)
- شوما ميزوناغا على موقع قاعدة بيانات كرة القدم.إي يو (الإنجليزية)
- شوما ميزوناغا على موقع Soccerway.com (الإنجليزية)
- شوما ميزوناغا على موقع عالم كرة القدم.نت (الإنجليزية)